# 異所性精巣
異所性精巣（いしょせいせいそう、英: Ectopic testis）とは、精巣が鼠径管から出て陰嚢以外の部位に入ることを指す。通常、陰嚢の入り口の閉塞、または導帯の過発達と過長によって発生する。
異所性精巣の位置は、腹部下部、大腿前面、大腿管、陰茎皮膚、または陰嚢後部です。通常、精巣は発達しており、間接鼠径ヘルニアを伴う。精巣は陰嚢内の精巣上体から切り離されていることもある。

## 徴候と症状
異所性精巣は、会陰部、陰嚢の反対側、恥骨上、大腿部、または鼠径部表層に存在する。
異所性精巣は初期には正常であるが、治療されずに思春期を迎えると、精子形成が停止して間質細胞増殖が起こり、小さく軟らかくなることがある。
異所性精巣は悪性腫瘍、精巣上体炎、精巣炎、不妊症、精巣捻転症、外傷などを起こしやすい。

## 原因
異所性精巣の病因については議論がある。それは、正常な精巣下降を妨げる局所的な物理的障壁、遠位端の異常の結果としての異常な導帯安定化、アンドロゲンおよびカルシトニン遺伝子関連ペプチド（CGRP）間の異常な相互作用によって引き起こされる可能性がある。

## 診断
診断は、陰嚢内容が存在しないことと、会陰部の腫脹の有無から行うことができる。精巣の触診によっても診断が可能である。断層撮影や超音波検査などの画像診断が必要な場合もある。

## 治療
異所性精巣の治療の選択肢として、精巣固定術がある。

## 参考資料
- Gadelkareem, Rabea Ahmed; Shahat, Ahmed Abdelhamid; Reda, Ahmed; Moeen, Ahmed Mohamed; Abdelhafez, Mohamed Farouk; Abughanima, Mahmoud Farouk; Mansour, Osama; Mohammed, Nasreldin et al. (2020). “Ectopic testis: an experience of a tertiary-level urology center at Upper Egypt”. Annals of Pediatric Surgery 16 (1). doi:10.1186/s43159-020-00038-8. ISSN 2090-5394.
- KM, Backhouse (1966). “The natural history of testicular descent and maldescent”. Proceedings of the Royal Society of Medicine (Proc R Soc Med) 59 (4):  357–360. doi:10.1177/003591576605900417. ISSN 0035-9157. PMC 1900617. PMID 4380018.
- Pugach, Jeff L; Steinhardt, George F (2002). “Evaluation and management of ectopic penile testis”. Urology (Elsevier BV) 59 (1):  137. doi:10.1016/s0090-4295(01)01473-x. ISSN 0090-4295. PMID 11796301.